# Halense Volleybalclub
Halense Volleybalclub, kortweg Halen VC, is een voormalige Belgische volleybalclub.

## Geschiedenis
De club werd op 24 juni 1967 opgericht als Halvoc Halen. In 1999 kwam het tot een fusie met VC Zelem, waarna de club verder ging onder de naam Halen VC. In 2002 volgde een nieuwe fusie, ditmaal met Schuvoc Herk-de-Stad. De fusieclub kreeg de naam Schuvoc Halen.